# Baicalina
Baicalina är ett släkte av nattsländor. Baicalina ingår i familjen Apataniidae.
Kladogram enligt Catalogue of Life:
| Baicalina | \| \| Baicalina bellicosa \| \| \| \| \| \| Baicalina levanidovae \| \| \| \| \| \| Baicalina reducta \| \| \| \| \| \| Baicalina tallingi \| \| \| \| \| \| Baicalina thamastoides \| \| \| \| |
|           | \| \| Baicalina bellicosa \| \| \| \| \| \| Baicalina levanidovae \| \| \| \| \| \| Baicalina reducta \| \| \| \| \| \| Baicalina tallingi \| \| \| \| \| \| Baicalina thamastoides \| \| \| \| |
|           | Allomyia |
|           | |
|           | Apatania |
|           | |
|           | Apataniana |
|           | |
|           | Apatidelia |
|           | |
|           | Baicalinella |
|           | |
|           | Baicaloides |
|           | |
|           | Manophylax |
|           | |
|           | Moropsyche |
|           | |
|           | Moselyana |
|           | |
|           | Notania |
|           | |
|           | Pedomoecus |
|           | |
|           | Proradema |
|           | |
|           | Protobaicalina |
|           | |
|           | Pseudoradema |
|           | |
|           | Radema |
|           | |
|           | Talgara |
|           | |
|           | Thamastes |
|           | |
|           | Baicalina bellicosa |
|           | |
|           | Baicalina levanidovae |
|           | |
|           | Baicalina reducta |
|           | |
|           | Baicalina tallingi |
|           | |
|           | Baicalina thamastoides |
|           | |

|  | Baicalina bellicosa    |
|  |                        |
|  | Baicalina levanidovae  |
|  |                        |
|  | Baicalina reducta      |
|  |                        |
|  | Baicalina tallingi     |
|  |                        |
|  | Baicalina thamastoides |
|  |                        |